# Hylorchilus sumichrasti
Hylorchilus sumichrasti là một loài chim trong họ Troglodytidae.